# Ipanema
Ipanema, fundado en 1894, es uno de los barrios más conocidos de Río de Janeiro, y también uno de los más lujosos. En la avenida Vieira Souto se ubican los inmuebles más caros de América Latina, con precio del metro cuadrado de hasta 24 mil reales.
El barrio es de aspecto elegante y moderno, donde es posible encontrar gran variedad de cafés, restaurantes, lujosas boutiques y discotecas que se cuentan entre las mejores de Río y de todo el país.

## Ubicación

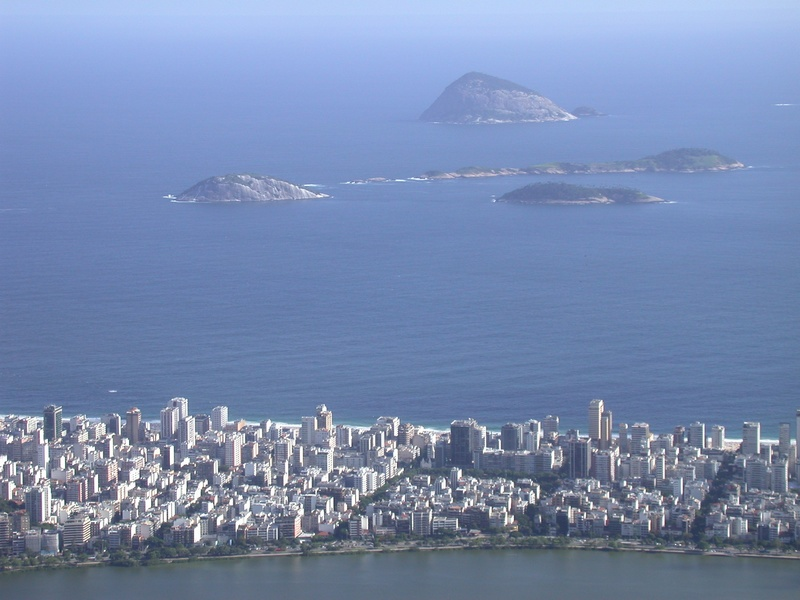
Vista desde el Corcovado.

Se localiza en la Zona Sur de la ciudad y limita con los barrios de Leblon, Copacabana y Lagoa.

## Toponimia
El nombre Ipanema significa "aguas de Ipan, río de peces" en tupi-guarani.

## Historia
Las tierras de Ipanema (al igual que las de Leblon) pertenecieron al francés Charles Le Blond, quien las vendió a Francisco José Fialho, quien las vendió al barón de Ipanema en 1878. Este último hizo el loteo y fundó Villa Ipanema en 1894.
El barón de Ipanema se preocupó por la apertura de la avenida Vieira Souto, las calles Alberto de Campos, Farme de Amoedo, Prudente de Morais, Nascimento Silva, Montenegro (luego llamada Vinícius de Moraes), Vinte de Novembro (primera calle del barrio, hoy avenida Visconde de Pirajá), Quatro de Dezembro (más tarde renombrada Teixeira de Melo), Vinte e Oito de Agosto (Barão da Torre) y Dezesseis de Novembro (Jangadeiros), entre otras.
La plaza General Osório primero se llamó Marechal Floriano Peixoto, mientras que Nossa Senhora da Paz llevaba por nombre Coronel Valadares.
Sobre el final de la década de 1960 se convirtió en epicentro de la vanguardia de Río, con la llegada de los movimientos musicales Tropicalismo y Bossa nova, el Teatro de Ipanema y la revolución cultural que se desató en sus playas con la tanga y el topless.

## Turismo

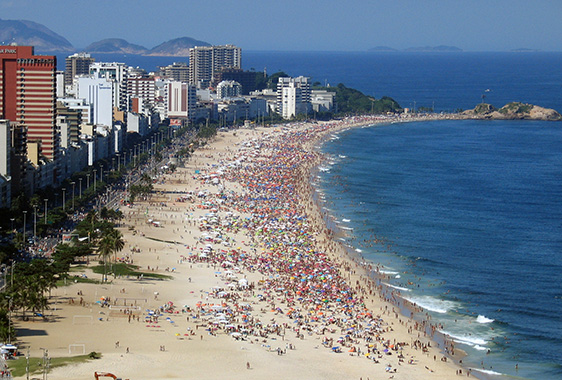
La playa de Ipanema

La playa de Ipanema es, junto a la de Copacabana, una de las más famosas de la ciudad.
Es la playa con mayor diversidad de estilos, el Posto 7 cercano a la parte conocida como Arpoador se reúne al grupo de surfistas. El Posto 9 es frequentado por el grupo más juvenil y es conocido por reunir a los fumadores de drogas blandas. La zona del Posto 10 es conocida como O Baixo bebé donde las madres y familias con hijos pequeños se reúnen. Tiene una parte conocida a nivel internacional como destino turístico gay en la zona de la playa cercana al Posto 8. Se dice que la Rua Farme de Amoedo es «la calle más gay de Brasil y del mundo».[cita requerida]

## Geografía
El rasgo distintivo de Ipanema son sus playas. El mar es bravío y, debido a las habituales olas, es una zona que suelen elegir los surfistas. La playa termina hacia el este en Arpoador, al que algunos consideran un pequeño barrio dentro del barrio.

## Datos generales
- Población total: 46.808 habitantes, de los cuales son 20.398 hombres y 26.410 mujeres (censo de 2000)[6]
- Área territorial: 308,49 hectáreas (2003)[7]
- Áreas urbanizadas y/o alteradas: 87,82% (2001)[8]
- Escuelas municipales: 5 con 1.987 alumnos (2009)[9]